# Dicranomyia (Dicranomyia) galapagoensis
Dicranomyia (Dicranomyia) galapagoensis is een tweevleugelige uit de familie steltmuggen (Limoniidae). De soort komt voor in het Neotropisch gebied.